# 城北乡 (安岳县)
城北乡，是中华人民共和国四川省资阳市安岳县曾经下辖的一个乡。2019年12月，撤销城北乡，将其所属行政区域划归岳阳镇管辖。

## 行政区划
城北乡撤销前下辖以下地区：
陶海村、油坊村、离山村、飞龙村、画梁村、安堂村、烈马村、安北村、双马村、古竹村、笕水村、柳溪村和崇乐村。